# Hindfeld
Hindfeld ist ein Ortsteil der Stadt Römhild im Landkreis Hildburghausen in Thüringen.

## Lage
Das Rundlingsdorf Hindfeld befindet sich am Fuß des Großen Gleichberges. Oberhalb des Dorfes steht die Dreifaltigkeitskirche mit einem Spitzturm. Mit der Kreisstraße 505 ist der Ort verkehrsmäßig angeschlossen. Die Landesstraße  1131 führt nach Römhild und nach Bayern.

## Geschichte
Am 3. Februar 799 wurde der Ort erstmals urkundlich erwähnt. Die Dreifaltigkeitskirche wurde 1554 errichtet und 1767 umfangreich restauriert.
Das Dorf war und ist land- und forstwirtschaftlich geprägt. Hindfeld gehörte ab dem 1. April 1974 zur Gemeinde Milz bis zu deren Zusammenschluss mit Römhild am 31. Dezember 2012.

## Persönlichkeiten
- Ewald Roßbach (* 1922), Politiker (DBD) und LPG-Vorsitzender